# Ministeri d'Inclusió, Seguretat Social i Migracions
El Ministeri d'Inclusió, Seguretat Social i Migracions (MISSM) d'Espanya és el departament de l'Administració General de l'Estat que assumeix la proposta i l'execució de les polítiques del Govern de la Nació relatives al sistema de la Seguretat Social, les pensions dels funcionaris públics (les anomenades classes passives), així com l'elaboració i el desenvolupament de la política governamental en estrangeria, immigració i emigració i de polítiques d'inclusió.
La seu inicial del Ministeri va estar a Nuevos Ministerios, en ser una escissió del Ministeri de Treball. Des del 2021, després d'una reforma, tots els serveis del departament s'allotgen al número 39 del carrer de José Abascal, una de les seus històriques del Ministeri de Treball que en altres moments va allotjar l'Institut Nacional d'Assistència Social, el Registre General del Ministeri i posteriorment, els serveis relatius a migracions. Tot i això, el ministre segueix mantenint el despatx oficial de l'antiga seu.
Des del 2023, el titular és Elma Saiz, que prèviament va exercir com a consellera d'Economia i Hisenda del Govern de Navarra entre el 2019 i el 2023.